# Dawah
Dawah är termen för mission inom islam. 
Muslimer förväntas enligt traditionell trosuppfattning sprida sharia och islams överhöghet genom ständig jihad mot dar al-harb, med vilken dar al-Islam per definition alltid befinner sig i ett tillstånd av krig med. Det första stadiet av detta krig är dawah (fredlig mission genom övertalning); det andra steget är direkt krigföring genom våld tills motståndaren underkastar sig och antingen konverterar till islam eller blir dhimmi.